# Colostethinae
A Colostethinae a kétéltűek (Amphibia) osztályába, a békák (Anura) rendjébe és az Aromobatidae családjába tartozó alcsalád.

## Elterjedése
Az alcsaládba tartozó békafajok Costa Ricától délre, Dél-Amerikában az Amazonas-medencéig honosak.

## Rendszerezésük
Az alcsaládba tartozó nemek:
- Ameerega Bauer, 1986
- Colostethus Cope, 1866
- Epipedobates Myers, 1987
- Leucostethus Grant, Rada, Anganoy-Criollo, Batista, Dias, Jeckel, Machado & Rueda-Almonacid, 2017
- Silverstoneia Grant, Frost, Caldwell, Gagliardo, Haddad, Kok, Means, Noonan, Schargel & Wheeler, 2006